# Bonifatius II. (Montferrat)
Bonifatius II., genannt „il Gigante“ (der Riese) (* 1202 oder 1203; † 14. Juli 1253), war ab 1225 oder 1226 Markgraf von Montferrat 1225 sowie von 1239 bis 1240 Titularkönig von Thessaloniki.

## Frühe Jahre
Als einziger Sohn des Markgrafen Wilhelm VI. wurde Bonifatius entweder 1202 oder 1203 wahrscheinlich in Moncalvo geboren. Zusammen mit seinem Vater nahm er 1225 an dessen Orientexpedition teil. Markgraf Wilhelm fiel Ende September des gleichen oder des folgenden Jahres einer Epidemie zum Opfer, die einen großen Teil des Heeres dahinraffte, worauf der Kreuzzug zum Erliegen kam. Bonifatius beeilte sich, sein Erbe in Montferrat anzutreten, denn das Territorium der Markgrafschaft lag strategisch günstig in den südlichen Ausläufern der Alpen, und insbesondere der Graf von Savoyen hegte großes Interesse, die Herrschaft seinem Land zuzuführen. Bonifatius kannte die expansorischen Ziele des starken westlichen Nachbarn und schloss deshalb mit seinem Cousin Manfred von Saluzzo einen testamentarischen Vertrag, der sie im Falle von Kinderlosigkeit zu Alleinerben des jeweils anderen machen würde.

## Verhältnis zum Kaiser
Der Erbvertrag der Aleramici verfolgte letztendlich nicht nur das Ziel, die Markgrafschaften Saluzzo und Montferrat in der Familie zu halten. Vielmehr war Montferrat beim Kaiser hochverschuldet; Bonifatius hatte sich auch deswegen dem Lombardischen Städtebund gegen Friedrich II. angeschlossen und brauchte dringend Verbündete. Die Situation spitzte sich allmählich zu einer echten Krise zu, sodass sich der Papst als Vermittler einschaltete und um den Jahreswechsel 1226/27 erreichte, die Situation zu entschärfen und einen Ausgleich zwischen Bonifatius und Friedrich II. zu erzielen. Das Verhältnis zwischen Friedrich und Montferrat blieb aber dennoch getrübt, was in erster Linie an der Schaukelpolitik des Markgrafen lag.

## Krieg mit Alessandria
Die Mitgliedschaft im guelfischen Städtebund konnte nicht über eine tiefgreifende Feindschaft hinwegtäuschen, die Bonifatius gegen die Stadt Alessandria hegte. Man kann davon ausgehen, dass es nicht zuletzt diese Antipathie war, die Montferrat (wenn auch nicht für immer) zurück ins Lager der Ghibellinen führte. Alessandria war die widerspenstige Nachbarin, die seit ihrer Entstehung für Unruhe in der Markgrafschaft sorgte. Gegründet von einigen wenigen Dörfern, die sich der Herrschaft Montferrats entzogen, schafften es die Allesandriner 1215, mit der Hilfe Mailands und Vercellis die Stadt Casale, einen der Hauptorte Montferrats, zu erobern.
1227 suchte Bonifatius Verbündete gegen die streitbare Stadt und fand diese in Asti, einem freien Stadtstaat innerhalb der Markgrafschaft. Auf der Seite Alessandrias standen der lombardische Städtebund und das starke Heer Mailands. Nach zahlreichen Gefechten und Verlusten einiger Stützpunkte kam es 1230 zur Schlacht, in der Bonifatius und Asti gegen die Alessandriner und Mailänder verloren. Montferrat musste einen Friedensvertrag unterzeichnen und sich dem Willen des Städtebundes unterordnen. Nachdem eine Besatzungsmacht abgezogen war, wagte der Markgraf einen neuen Versuch, gegen Alessandria zu ziehen. Im Januar 1228 hatte Bonifatius ein Heiratsbündnis mit Graf Thomas I. von Savoyen geschlossen und dessen Enkelin Margarete, eine Tochter von dessen Sohn Amadeus geheiratet. Als Mitgift brachte sie Rechte an Besitzungen nördlich und westlich von Turin mit in die Ehe, und das Bündnis richtete sich klar gegen die Stadt. Bonifatius war dazu eng mit Markgraf Manfred von Saluzzo verbündet. 1231 griff jedoch ein Heer aus Mailand Chivasso, die Residenz von Bonifatius, an belagerte die Stadt. Bonifatius musste hilflos zusehen, als seine Stadt nach vier Monaten am 5. September 1231 kapitulierte und vom Städtebund besetzt wurde. Erst nachdem sich der Markgraf für besiegt erklärte, wurde ihm die Stadt ein Jahr später wieder übergeben. Damit zerbrach das Bündnis von Bonifatius mit Savoyen. Im November 1235 schloss Amadeus, der seit 1234 Graf von Savoyen war, ein Bündnis mit Turin, das sich stark gegen Bonifatius richtete. Dabei verzichtete Amadeus zugunsten von Turin auf seine Ansprüche auf Collegno, obwohl diese Ansprüche zur Mitgift von Bonifatius Frau gehört hatten. Vermutlich war Bonifatius zu dieser Zeit schwer erkrankt, so dass er im November 1235 seinen Schwager Guigues, den Sohn von Guigues VI., Dauphin von Viennois zum Erben einsetzen wollte. Im Dezember 1235 war er aber wieder genesen und traf zusammen mit Manfred von Saluzzo den Grafen von Savoyen in Chivasso. Graf Amadeus hatte noch keine männlichen Nachkommen, so dass ihn seine beiden Schwiegersöhne Bonifatius und Manfred nötigten, seine beiden Töchter als Erbinnen seiner Besitzungen im Piemont einzusetzen. Dies traf auf den Widerstand von Thomas, einem jüngeren Bruder von Amadeus, der bislang sein Erbe war. Er bewegte Amadeus, das Testament zu widerrufen, doch 1239 trafen Bonifatius und Manfred den Grafen von Savoyen erneut in der Burg von Avigliana und nötigten ihn, seine Töchter in seinem Testament zu bedenken.

## Die späten Jahre
Immer wieder wechselte Bonifatius die Fronten. Seine unstete Diplomatie brachte ihm immer größeren Ärger ein. 1243 schloss er sich dem Lombardenbund gegen Kaiser Friedrich II. an. 1244 stellte er sich offen auf die Seite von Papst Innozenz IV. Als der Kaiser jedoch Mitte Juli 1245 nach Turin zog, wechselte Bonifatius wieder die Seite und nahm im Oktober 1245 am kaiserlichen Feldzug gegen Pavia und Mailand teil. Dank diesem Seitenwechsel konnte Bonifatius die Vormundschaft über die Kinder des 1244 verstorbenen Cousins Manfred III. von Saluzzo antreten. Im Mai 1247 zog der Kaiser nach Pavia und dann erneut nach Turin, wo sich ihm Bonifatius wieder anschloss. Als im Juni 1247 die Stadt Parma aber die Seite des Lombardenbundes wechselte und der Versuch des Kaisers, die Stadt zurückzuerobern, scheiterte, begann Bonifatius in Mailand geheime Verhandlungen mit dem Lombardenbund und dem Papst, da er seine Stellung durch das Bündnis von Amadeus von Savoyen mit dem Kaiser bedroht sah. Bonifatius plante, in einem Umsturz Turin auf die Seite der Liga zu ziehen, doch der Plan wurde verraten und starke kaiserliche Verbände sicherten die Stadt. Bonifatius griff mit seinen Truppen Turin an und gab damit offen seinen Wechsel zu erkennen. Nach anfänglichen Erfolgen musste er aber vor einem kaiserlichen Entsatzheer zurückziehen. Im Mai 1248 zog der Kaiser selbst ins Piemont und eroberte Casale, um Bonifatius für seinen Seitenwechsel zu bestrafen. Vergeblich bat Bonifatius Mailand und seine Verbündeten um Unterstützung. Unter diesem Druck unterwarf sich Bonifatius im Winter von 1248 bis 1249 wieder dem Kaiser. Er sollte zur Strafe für seinen Verrat mehrere Burgen an Savoyen abtreten, doch als der Kaiser im Frühjahr 1249 nach Süditalien zog, weigerte sich Bonifatius, die Burgen tatsächlich zu übergeben. Ein Hauptgrund für diese unstete Politik war neben der Angst vor dem immer mächtiger werdenden Grafen von Savoyen der Plan des Kaisers, auf Kosten Montferrats, Saluzzos und Savoyens im Piemont einen neuen kaiserlichen Staat zu gründen, der als Brückenkopf für die Italienische Halbinsel dienen sollte. Friedrichs Tod markierte einen Augenblick der Ruhe in Bonifatius’ Politik.
Als ab 1251 die Stadt Asti erheblich an Einfluss gewann, Bonifatius in Chivasso seine Feindschaft mit Thomas von Savoyen. Im März vereinbarten sie ein gemeinsames Handelsbündnis. Unter Konrad IV. kam die Stadt Casale wieder an Montferrat. Damit hatte die Markgrafschaft ihre größte Ausdehnung im südlichen Piemont erreicht. Er starb einen Tag nach seinem Rivalen und Schwiegervater Graf Amadeus von Savoyen.

## Nachkommen und Erbe
Mit seiner Frau Margarete von Savoyen hatte er drei Kinder; der Erstgeborene Wilhelm VII. wurde sein Nachfolger, die Tochter Alessina (oder Adelheid) († 1285) heiratete in erster Ehe Albrecht I. von Braunschweig und in zweiter Ehe den Grafen Gerhard I. von Holstein, die Tochter Theodora ehelichte den Grafen Gherardo della Gherardesca. Über den Verbleib eines unehelichen Sohnes, Nicolino, ist nichts bekannt. Dem Regentschaftsrat, der für seinen minderjährigen Sohn die Regierung führen sollte, gehörte auch Thomas von Savoyen an.